# Östra Nyland
För tidningen, se Östra Nyland (tidning). Uppslagsordet Östnyland leder hit. För tidningen, se Östnyland (tidning).
Östra Nyland (finska Itä-Uusimaa) var till och med 2010 ett landskap vid Finska vikens kust i Finland, till 2009 i Södra Finlands län. Landskapet bestod av den östra delen av det historiska landskapet Nyland och Nylands län, grundades 1998 i samband med reformen av Finlands områdesindelning, och upphörde 1 januari 2011 då det uppgick i det moderna Nyland.
Östra Nyland hade 92 933 invånare (31 december 2005), av vilka 35 procent (ca 32 000) var svenskspråkiga. Områdets storlek är 2 823 kvadratkilometer.
Östra Nylands BNP uppgick år 2001 till 1 751 miljoner euro.[källa behövs]

## Områdesindelning
Östra Nyland delades vid upphörandet in i tio kommuner, av vilka två är städer. De som är markerade med fet stil i texten nedan är städer.
- Askola
- Borgå (Porvoo)
- Buckila (Pukkila)
- Lappträsk (Lapinjärvi)
- Lovisa (Loviisa)
- Mörskom (Myrskylä)
- Sibbo (Sipoo)

Liljendal, Pernå och Strömfors gick samman med Lovisa 2010, medan Borgå landskommun uppgått i Borgå redan 1997.

### Fotnoter
1. ↑  ”Östra Nyland blir en del av Nyland” (på svenska). Huvudstadsbladet. 31 december 2010. Arkiverad från originalet den 25 september 2017. https://web.archive.org/web/20170925040336/http://gamla.hbl.fi/nyheter/2010-12-31/ostra-nyland-blir-en-del-av-nyland. Läst 24 september 2017.